# Z
|  | Aquest article tracta sobre la vint-i-sisena lletra de l'alfabet català. Si cerqueu l'artista tunisià anònim, vegeu «-Z-». |

La Z és la vint-i-sisena lletra de l'alfabet català i vint-i-unena de les consonants. El seu nom és zeta, encara que el tradicional és itzeta.

## Fonètica
Té el so sibilant alveolar sonor que també posseeix la s entre vocals. Només s'utilitza després de consonant i a començament de mot, excepte en algunes paraules d'origen estranger. En els parlars apitxats sona igual que una essa sorda. Amb la lletra t pot formar el dígraf tz que té pronunciació africada /dz/.

## Significats de Z
- Còmic: un grup seguit de zetes representa el son: zzzzzz
- Cosmologia: en minúscula representa el desplaçament cap al roig d'una galàxia.
- Electrònica: símbol de la impedància.
- Física: símbol del bosó de corrent neutre de la interacció feble.
- Matemàtiques: designa els nombres enters
- Química: símbol del nombre atòmic.
- Química física: potencial elèctric del pla de lliscament que envolta les partícules sòlides en dispersió.
- SI: en majúscula símbol de zetta, en minúscula símbol de Zepto.
- Símbols: És la marca d'El Zorro, la inicial d'un personatge fictici.

## Símbols derivats o relacionats
| Caràcter | Descripció                   | Unicode (maj./min.) | Html (maj./min.) | Notes d'ús               |
| -------- | ---------------------------- | ------------------- | ---------------- | ------------------------ |
| Ź        | Z amb accent agut            | U+0179 U+017A       |                  | polonès                  |
| Ž        | Z amb anticircumflex o hacek | U+017D U+017E       |                  | txec                     |
| Ż        | Z amb punt superior          | U+017B U+017C       |                  | polonès, maltès, etc.    |
| Ẓ        | Z amb punt inferior          | U+1E92 U+1E93       |                  | (transcripció de l'àrab) |
| Ʒ ʒ      | Ezh                          | U+01B7 U+0292       |                  | AFI                      |
| ß        | Lligatura eszet              | U+00DF              | &szlig;          | alemany, només minúscula |